# Vincetoxicum volubile
Vincetoxicum volubile är en oleanderväxtart som beskrevs av Maximowicz. Vincetoxicum volubile ingår i släktet tulkörter, och familjen oleanderväxter. Inga underarter finns listade i Catalogue of Life.